# عمر صابر
عمر صابر عبد الرحمن محمد نور عبد الرحمن (ولد في 30 أبريل 2001 في المحرق، البحرين) لاعب كرة قدم بحريني يجيد اللعب في مركز الوسط الأيمن. يلعب حاليا لصالح المحرق البحريني منذ 2019.